# Kathleen Burke
Pour les articles homonymes, voir Burke.
Kathleen Burke est une actrice américaine née le 5 septembre 1913 à Hammond dans l'Indiana et morte le 9 avril 1980 à Chicago (Illinois).

## Filmographie partielle
- 1932 : L'Île du docteur Moreau (Island of Lost Souls) d'Erle C. Kenton : Lola, la femme panthère
- 1933 : Murders in the Zoo de A. Edward Sutherland : Evelyn Gorman
- 1935 : Les Trois lanciers du Bengale (The Lives of a Bengal Lancer) de Henry Hathaway : Tania Volkanskaya
- 1935 : Rocky Mountain Mystery de Charles Barton
- 1936 : L'Obsession de madame Craig (Craig's Wife) de Dorothy Arzner : Adelaide Passmore
- 1938 : Joyeux Gitans (Rascals) de H. Bruce Humberstone